# 僧性實
僧性實，五代十国僧人，名子祥，僧文偃的弟子。
僧實性奉旨开白云山，延请性實同往。他居于慈光院，南汉中宗召入，询问祖意、教意的异同，奏对承旨。在白云山要圆寂前夕，对僧众说：“此去即他方相见。”言罢而逝。一说僧性實即僧實性。